# 聖喬治區 (格林納達)
聖喬治區是格林納達的行政區，位於該國西南部，面積65平方公里，北接聖約翰區，東鄰聖安德魯區和聖戴維區，南面和西面是加勒比海，首府設於聖喬治。
12°3′N 61°45′W / 12.050°N 61.750°W